# Krystyna Leśkiewicz
Krystyna Leśkiewicz (ur. 27 lipca 1974 we Wrocławiu) – polska zawodniczka uprawiająca gimnastykę artystyczną, olimpijka z Atlanty 1996.
W 1993 ukończyła IX Liceum Ogólnokształcące im. Juliusza Słowackiego we Wrocławiu.
Na igrzyskach w Atlancie zajęła 21. miejsce w wieloboju.